# Demkó Kálmán
Demkó Kálmán (Görömböly, 1852. október 3. – Budapest, 1918. február 13.) gimnáziumi igazgató, történetíró.

## Életpályája
Apja görögkatolikus lelkész volt. Tanulmányait a gyöngyösi minoritáknál, Eperjesen, Ungvárt, Sárospatakon és a Budapesti Egyetem bölcsészkarán végezte, ahol 1877-ben történelem-földrajz tanári oklevelet szerzett. 1882. június 10-én doktorált. 1877. február 25-től a trsztenai algimnázium helyettes tanára volt. 1878. augusztus 6-tól a lőcsei főreáliskola tanára, 1889. december 20-tól helyettes igazgatója, 1891. április 20-tól igazgatója. 1896-tól Budapesten lett a VIII. kerületi állami főgimnáziumi igazgatója. 1906-ban a nagymihályi választókerület országgyűlési képviselője volt. A rövid ideig tartó mandátuma után betegszabadságra ment, majd 1907-ben nyugdíjba vonult.
1883-ban megalapította a Szepesmegyei Történelmi Társulatot, melynek titkára lett. 1886-tól a Műemlékek Országos Bizottságának kültagja. 1904-től a Magyar Történelmi Társulat alelnöke. 1898-tól a Görög Szertartású Katolikus Magyarok Országos Bizottságának főtitkára. Lőcsén rendezte a városi levéltár 1329-től 1780-ig terjedő régi részét, illetve felkereste a német eredetű városok levéltárait Soprontól Nagybányáig.
1885-1896 között szerkesztette a Szepesmegyei Történelmi Társulat évkönyvét, illetve a Szepesmegyei Történelmi Társulat milleniumi kiadványai című sorozatot. 1898-tól szerkesztője a kormány által támogatott Negyelja (Vasárnap) és 1903-1907 között a Görögkatolikus Hírlapnak. Küzdött a magyar liturgikus nyelv bevezetéséért, de ellenezte a magyar görögkatolikus püspökség felállítását, mert ez szerinte a magyar és a ruszin nép szétválasztását jelentette volna.

## Művei
- 1882 Polgári családélet és háztartás Lőcsén a XVI., XVII. században. Lőcse.
- 1883 Lőcse város levéltárának Lengyelországra vonatkozó irományai a XVI. századból. Századok.
- 1884 Lőcsének erődítése és védelmi rendszere. Lőcse.
- 1886 A magyar-cseh confoederatio és a besztercebányai országgyűlés 1620-ban. Budapest. (Századok)
- 1889 Szepesvármegye városi levéltárai. Lőcse.
- 1890 A felső-magyarországi városok életéről a XVI-XVII. századokban. Budapest.
- 1891 A szepesi jog (Zipser Willkühr) keletkezése, viszonya országos jogunkhoz és a magyarországi anyajogokhoz. Budapest.
- 1891 A szepes-szombati krónika. Lőcse.
- 1892/1894 A magyar orvosi rend története tekintettel a gyógyászati intézmények fejlődésére Magyarországon a XVIII. század végéig,  I-II. Lőcse.
- 1895 Bevezetés és a "Szepesmegyei Történelmi Társulat" 12 évi működésének ismertetése. Lőcse.
- 1896 Szepesvármegye történeti térképe. Budapest.
- 1896 Lőcse város műtörténeti rövid leírása. Lőcse.
- 1897 Lőcse története. Lőcse.
- 1898 A magyar királyság földrajza. Budapest.